# سیمارون (کالیفرنیا)
سیمارون (به انگلیسی: Cimarron) یک منطقهٔ مسکونی در ایالات متحده آمریکا است که در شهرستان کینگز، کالیفرنیا واقع شده‌است. سیمارون ۶۷ متر بالاتر از سطح دریا واقع شده‌است.